# Matía Barzic
Matía Barzic Gutiérrez (Madrid, 31 de mayo de 2004) es un futbolista hispano-croata que juega como defensa en la Cultural y Deportiva Leonesa de la Segunda División de España cedido por el Elche C. F.

## Trayectoria
Nacido en Madrid de padre croata y madre española,[cita requerida] se formó en las categorías inferiores del C. Atlético de Madrid. En julio de 2023, tras finalizar su formación, fichó por el Elche C. F. y fue asignado al filial de este, el Elche Ilicitano C. F. con el que consiguió ascender a Segunda Federación.
El 18 de agosto de 2024 hizo su debut en el primer equipo del Elche C. F. en una derrota en casa por 1-0 ante la S. D. Huesca. Disputó otros ocho encuentros antes de ser cedido al C. D. Eldense en enero para completar la temporada. La siguiente también fue prestado, en esta ocasión a la Cultural y Deportiva Leonesa.

## Estadísticas

### Clubes
Actualizado al último partido disputado el 1 de junio de 2025.
| Club                                  | Div.          | Temporada     | Liga  | Liga  | Copas nacionales | Copas nacionales | Torneos internacionales | Torneos internacionales | Total | Total |
| Club                                  | Div.          | Temporada     | Part. | Goles | Part.            | Goles            | Part.                   | Goles                   | Part. | Goles |
| ------------------------------------- | ------------- | ------------- | ----- | ----- | ---------------- | ---------------- | ----------------------- | ----------------------- | ----- | ----- |
| Elche Ilicitano C. F. · España        | 3.ª FED.      | 2023-24       | 33    | 2     | —                | —                | —                       | —                       | 33    | 2     |
| Elche Ilicitano C. F. · España        | 2.ª FED.      | 2024-25       | 5     | 1     | —                | —                | —                       | —                       | 5     | 1     |
| Elche Ilicitano C. F. · España        | Total club    | Total club    | 38    | 3     | —                | —                | —                       | —                       | 38    | 3     |
| Elche C. F. · España                  | 2.ª           | 2024-25       | 8     | 0     | 1                | 0                | —                       | —                       | 9     | 0     |
| Elche C. F. · España                  | Total club    | Total club    | 8     | 0     | 1                | 0                | —                       | —                       | 9     | 0     |
| C. D. Eldense · España                | 2.ª           | 2024-25       | 14    | 0     | —                | —                | —                       | —                       | 14    | 0     |
| C. D. Eldense · España                | Total club    | Total club    | 14    | 0     | —                | —                | —                       | —                       | 14    | 0     |
| Cultural y Deportiva Leonesa · España | 2.ª           | 2025-26       | 0     | 0     | 0                | 0                | —                       | —                       | 0     | 0     |
| Cultural y Deportiva Leonesa · España | Total club    | Total club    | 0     | 0     | 0                | 0                | —                       | —                       | 0     | 0     |
| Total carrera                         | Total carrera | Total carrera | 60    | 3     | 1                | 0                | —                       | —                       | 61    | 3     |

### Selecciones
Actualizado al último partido disputado el 3 de junio de 2022.
| Selección        | Temporada     | Amistosos | Amistosos | Amistosos | Europeo | Europeo | Europeo | Mundial | Mundial | Mundial | Total | Total | Total  |
| Selección        | Temporada     | Part.     | Goles     | Asist.    | Part.   | Goles   | Asist.  | Part.   | Goles   | Asist.  | Part. | Goles | Asist. |
| ---------------- | ------------- | --------- | --------- | --------- | ------- | ------- | ------- | ------- | ------- | ------- | ----- | ----- | ------ |
| Sub-21 · Croacia | 2024          | —         | —         | —         | 2       | 0       | 0       | —       | —       | —       | 2     | 0     | 0      |
| Sub-21 · Croacia | Total sel.    | —         | —         | —         | 2       | 0       | 0       | —       | —       | —       | 2     | 0     | 0      |
| Total carrera    | Total carrera | —         | —         | —         | 2       | 0       | 0       | —       | —       | —       | 2     | 0     | 0      |
| 1.               |               |           |           |           |         |         |         |         |         |         |       |       |        |